# Zaretis isidora
Zaretis isidora (denominada popularmente, em português, borboleta-folha ou folha-seca; em inglês, Isidora Leafwing) é uma borboleta neotropical da família Nymphalidae e subfamília Charaxinae, encontrada na Mata Atlântica do Brasil (da Bahia ao Rio Grande do Sul) e do Panamá até a bacia do rio Amazonas (Colômbia, Equador, Suriname, Peru, Bolívia; estados do Amazonas, Pará e Rondônia), Paraguai e Argentina. Foi classificada por Pieter Cramer, com a denominação de Papilio isidora, em 1779 e com seu tipo nomenclatural coletado no Suriname. Suas lagartas se alimentam de plantas do gênero Casearia. Já esteve dentre as subespécies de Zaretis itys, denominada Anaea itys strigosus ou Zaretis itys strigosus, sendo a espécie-tipo do gênero Zaretis Hübner, [1819].

## Descrição
Adultos desta espécie, do sexo masculino, vistos por cima, possuem as asas de contornos falciformes e com envergaduras chegando a até 6.6 centímetros, de tonalidade alaranjada; além de apresentar uma área castanho-enegrecida na metade superior e exterior das asas anteriores. Vistos por baixo, apresentam a semelhança com uma folha seca, com desenhos mosqueados que fazem lembrar o ataque de fungos e, em alguns exemplares, áreas translúcidas que imitam o ataque de insetos; além de apresentar prolongamentos, em suas asas posteriores, lembrando pecíolos foliares. Fêmeas são mais amareladas.

## Hábitos
Espécies do gênero Zaretis podem ser encontradas em floresta de transição, estacional, sendo também encontradas em ambiente de cerrado. São ativas nas horas quentes do dia, se alimentando das substâncias resultantes da fermentação em frutos e exsudações em troncos de árvores ou folhagem.